# Migennes
Migennes és un municipi francès, situat al departament del Yonne i a la regió de Borgonya - Franc Comtat. L'any 2007 tenia 7.373 habitants.

## Demografia

### Població
El 2007 la població de fet de Migennes era de 7.373 persones. Hi havia 3.016 famílies, de les quals 1.040 eren unipersonals (444 homes vivint sols i 596 dones vivint soles), 848 parelles sense fills, 764 parelles amb fills i 364 famílies monoparentals amb fills.
La població ha evolucionat segons el següent gràfic:
Habitants censats

### Habitatges
El 2007 hi havia 3.572 habitatges, 3.048 eren l'habitatge principal de la família, 121 eren segones residències i 403 estaven desocupats. 2.027 eren cases i 1.450 eren apartaments. Dels 3.048 habitatges principals, 1.624 estaven ocupats pels seus propietaris, 1.360 estaven llogats i ocupats pels llogaters i 64 estaven cedits a títol gratuït; 86 tenien una cambra, 299 en tenien dues, 836 en tenien tres, 992 en tenien quatre i 835 en tenien cinc o més. 1.768 habitatges disposaven pel capbaix d'una plaça de pàrquing. A 1.516 habitatges hi havia un automòbil i a 778 n'hi havia dos o més.

### Piràmide de població
La piràmide de població per edats i sexe el 2009 era:
| Homes | Edats   | Dones |
| ----- | ------- | ----- |
| 3     | 95 o +  | 7     |
| 25    | 90 a 94 | 58    |
| 77    | 85 a 89 | 113   |
| 48    | 80 a 84 | 103   |
| 150   | 75 a 79 | 174   |
| 189   | 70 a 74 | 275   |
| 148   | 65 a 69 | 187   |
| 176   | 60 a 64 | 197   |
| 204   | 55 a 59 | 185   |
| 208   | 50 a 54 | 268   |
| 292   | 45 a 49 | 263   |
| 215   | 40 a 44 | 245   |
| 245   | 35 a 39 | 261   |
| 263   | 30 a 34 | 247   |
| 321   | 25 a 29 | 302   |
| 243   | 20 a 24 | 321   |
| 288   | 15 a 19 | 259   |
| 267   | 10 a 14 | 265   |
| 326   | 5 a 9   | 255   |
| 244   | 0 a 4   | 228   |

## Economia
El 2007 la població en edat de treballar era de 4.481 persones, 2.961 eren actives i 1.520 eren inactives. De les 2.961 persones actives 2.414 estaven ocupades (1.368 homes i 1.046 dones) i 547 estaven aturades (244 homes i 303 dones). De les 1.520 persones inactives 430 estaven jubilades, 402 estaven estudiant i 688 estaven classificades com a «altres inactius».

### Ingressos
El 2009 a Migennes hi havia 3.053 unitats fiscals que integraven 7.122 persones, la mediana anual d'ingressos fiscals per persona era de 14.115 €.

### Activitats econòmiques
Dels 354 establiments que hi havia el 2007, 6 eren d'empreses extractives, 8 d'empreses alimentàries, 3 d'empreses de fabricació de material elèctric, 2 d'empreses de fabricació d'elements pel transport, 20 d'empreses de fabricació d'altres productes industrials, 25 d'empreses de construcció, 88 d'empreses de comerç i reparació d'automòbils, 25 d'empreses de transport, 28 d'empreses d'hostatgeria i restauració, 5 d'empreses d'informació i comunicació, 24 d'empreses financeres, 19 d'empreses immobiliàries, 34 d'empreses de serveis, 39 d'entitats de l'administració pública i 28 d'empreses classificades com a «altres activitats de serveis».
Dels 95 establiments de servei als particulars que hi havia el 2009, 1 era una oficina d'administració d'Hisenda pública, 1 gendarmeria, 1 oficina de correu, 8 oficines bancàries, 1 funerària, 9 tallers de reparació d'automòbils i de material agrícola, 2 tallers d'inspecció tècnica de vehicles, 1 establiment de lloguer de cotxes, 2 autoescoles, 2 paletes, 3 guixaires pintors, 3 fusteries, 2 lampisteries, 4 electricistes, 2 empreses de construcció, 13 perruqueries, 6 veterinaris, 2 agències de treball temporal, 16 restaurants, 11 agències immobiliàries, 3 tintoreries i 2 salons de bellesa.
Dels 38 establiments comercials que hi havia el 2009, 1 era, 3 supermercats, 1 un supermercat, 1 una gran superfície de material de bricolatge, 4 botiges de menys de 120 m², 5 fleques, 2 carnisseries, 2 llibreries, 7 botigues de roba, 2 sabateries, 1 una sabateria, 1 una botiga d'electrodomèstics, 2 perfumeries, 1 una perfumeria i 5 floristeries.
L'any 2000 a Migennes hi havia 11 explotacions agrícoles que ocupaven un total de 792 hectàrees.

## Equipaments sanitaris i escolars
El 2009 hi havia 2 hospitals de tractaments de mitja durada (seguiment i rehabilitació), 5 farmàcies i 1 ambulància.
El 2009 hi havia 2 escoles maternals i 4 escoles elementals. A Migennes hi havia 2 col·legis d'educació secundària i 1 liceu tecnològic. Als col·legis d'educació secundària hi havia 766 alumnes i als liceus tecnològics 207.

## Poblacions més properes
El següent diagrama mostra les poblacions més properes.